# Georges Politzer
Georges Politzer (Nagyvárad, 3 de maig de 1903 - Fortalesa de Mont Valérien, 23 de maig de 1942), fou un psicòleg i filòsof marxista d'origen jueu hongarès.

## Biografia
En fracassar l'intent de formació de la República Soviètica Hongaresa l'any 1919, va fugir a Viena (Àustria) on coneixeria a Sigmund Freud. Posteriorment, va viatjar a la capital de França, París, on s'instal·laria el 1921. Va sobresortir com a estudiant de filosofia i, més endavant, seria professor en diversos instituts parisencs.
L'any 1924 va fundar juntament amb diversos joves, entre ells un dels que seria un dels grans pensadors marxistes, Henri Lefebvre, la revista Philosophies. Malgrat això, un temps després va apartar-se per fundar la Revista de Psicologia Concreta (que va tenir una curta duració), en la qual es dedicà més a fons al camp de la psicologia.
Influenciat per Sigmund Freud, es va dedicar a la psicoanàlisi i el 1927 va escriure la seva obra Crítica dels fonaments de la psicologia, la qual seria publicada l'any següent. Aquesta obra va ser considerada com una introducció a la psicoanàlisi pels estudiants francesos de l'època. En aquesta obra inicia les seves recerques en el que ell anomenà la psicologia concreta. El 1929 s'adhereix al Partit Comunista Francès i des d'aleshores es dedica a estudiar el marxisme.
L'any 1932 va ser partícip en la fundació de la Universitat Obrera de París, on va destacar com a professor de materialisme dialèctic. Va exercir dit càrrec fins a l'any 1940, quan l'ocupació nazi dissolgué la universitat. A partir d'aquell moment, va entrar a formar part de la resistència francesa, al costat de la direcció del Partit Comunista Francès. Durant aquell període va publicar dues revistes antifeixistes: Université Libre i La Pensée libre. Va continuar amb la resistència clandestina contra el règim nazi fins que va ser detingut l'any 1942 pels alemanys. Va ser torturat i afusellat al maig d'aquell mateix any.
La seva obra Principis elementals i fonamentals de filosofia va ser publicada pòstumament. Aquesta va ser realitzada gràcies a les anotacions de Maurice Le Goas, Guy Besse i Maurice Caveing, els quals varen ser alumnes de Politzer durant els cursos 1935-1937 a la Universitat Obrera de París.